# Domaniža
Domaniža és un poble i municipi d'Eslovàquia que es troba a la regió de Trenčín.

## Història
La primera menció escrita de la vila es remunta al 1268.

## Demografia
| Godina             | 1994 | 2004   | 2014   | 2024   |
| ------------------ | ---- | ------ | ------ | ------ |
| Nombre de persones | 1533 | 1487   | 1513   | 1644   |
| Diferència         |      | −3,00% | +1,74% | +8,65% |

| Godina             | 2023 | 2024   |
| ------------------ | ---- | ------ |
| Nombre de persones | 1638 | 1644   |
| Diferència         |      | +0,36% |